# Lene Bausager
Lene Bausager (geboren um 1965) ist eine dänische Filmproduzentin. Der von ihr produzierte Film Cashback erhielt 2006 eine Oscarnominierung.

## Leben
Bausager hat nach eigener Aussage die Tinderhøjskole und  bis 1986 die Rødovre Statsskole in Rødovre, einem Vorort von Kopenhagen, besucht. Sie hat seit 2000 ihre eigene Produktionsfirma Ugly Duckling Films mit Sitz in London.
Sie ist mit Rick Astley verheiratet. Astley und Bausager trafen sich nach einem Konzert 1987 in Dänemark. Bausager arbeitete zu diesem Zeitpunkt für eine Plattenfirma. 1989 wurden sie ein Paar und 2013 heirateten sie. Sie haben eine gemeinsame Tochter, namens Emilie. Das Paar lebt im Vereinigten Königreich. Seit circa 2013 ist Bausager auch Rick Astleys Manager.

## Filmografie (Auswahl)
- 2003: Stealing Rembrandt – Klauen für Anfänger
- 2004: Cashback (Kurzfilm)
- 2004: Oh Happy Day
- 2006: Cashback
- 2008: Flashbacks of a Fool
- 2008: The Broken
- 2012: Ginger and Rosa
- 2013: Coherence
- 2020: The Bike Thief
- 2023: The Trap

## Oscar-Nominierung
Bausager war gemeinsam mit Sean Ellis mit dem Film Cashback 2006 für den Oscar in der Kategorie Bester Kurzfilm (Live Action) nominiert.